# Organización de consumidores
Las Organizaciones de consumidores son asociaciones que buscan proteger los derechos de los consumidores frente a los abusos corporativos, tales como como la venta de productos inseguros, los préstamos abusivos, la publicidad engañosa o las tácticas comerciales de dudosa ética, tales como el astroturfing.
Las organizaciones de consumidores pueden operar mediante protestas, litigios, campañas publicitarias o acciones de lobby. Pueden participar en la defensa de un solo tema, como la española ADICAE dirigida al control de los servicios financieros o la británica Camra, dedicada a promover la artesanía y calidad en la elaboración de la cerveza y la sidra,  o pueden tener un ámbito más general, como la Organización de Consumidores y Usuarios de España (OCU) o la Unión de Consumidores de Estados Unidos.
Un medio común de proporcionar información útil a los consumidores es la realización de encuestas o pruebas comparativas independientes de productos o servicios, en las que participan diferentes fabricantes o empresas. Este es el caso, por ejemplo, de Consumer Reports  o la ya citada OCU.
Otro ámbito en el que han operado las organizaciones de consumidores es la seguridad alimentaria. La necesidad de realizar campañas en este ámbito es más difícil de conciliar con sus métodos tradicionales, ya que la evidencia científica, dietética o médica suele ser más compleja que en otros ámbitos, como la seguridad eléctrica de los electrodomésticos. Las normas actuales sobre etiquetado obligatorio en los países desarrollados se han visto influidas en parte por las presiones previas de las organizaciones de consumidores.
El objetivo de las organizaciones de consumidores puede ser establecer e intentar hacer cumplir los derechos de los consumidores. Sin embargo, también se ha realizado un trabajo eficaz simplemente utilizando la amenaza de mala publicidad para mantener la atención de las empresas en el punto de vista de los consumidores.

## Historia
Las Organizaciones de estándares y las consumers leagues fueron las precursoras de las organizaciónes modernas de consumidores. Ambas organizaciones surgieron en Estados Unidos alrededor de 1900.
Las asociaciones comerciales y las sociedades profesionales comenzaron a establecer organizaciones de normalización para reducir el desperdicio industrial y aumentar la productividad. Las asociaciones de consumidores se inspiraron en los sindicatos en sus intentos de mejorar el mercado mediante boicots, de la misma manera que estos buscaban mejorar las condiciones laborales mediante huelgas.